# Fos (Hérault)
Fos is een gemeente in het Franse departement Hérault (regio Occitanie) en telt 110 inwoners (2009). De plaats maakt deel uit van het arrondissement Béziers.

## Geografie
De oppervlakte van Fos bedraagt 6,7 km², de bevolkingsdichtheid is dus 16,4 inwoners per km².
De onderstaande kaart toont de ligging van Fos (Hérault) met de belangrijkste infrastructuur en aangrenzende gemeenten.

## Demografie
Onderstaande figuur toont het verloop van het inwonertal (bron: INSEE-tellingen).